# كيفن سميث (لاعب كرة قدم أسترالية)
كيفن سميث (بالإنجليزية: Kevin Smith)‏ هو لاعب كرة قدم أسترالية أسترالي، ولد في 21 سبتمبر 1942، وتوفي في 26 يونيو 2003.

## وصلات خارجية
- كيفن سميث على موقع AustralianFootball.com (الإنجليزية)
- كيفن سميث على موقع AFLtables.com (الإنجليزية)